# John Campbell, I marchese di Breadalbane
John Campbell, I marchese di Breadalbane (Kenmore, 30 marzo 1762 – Kenmore, 29 marzo 1834), è stato un nobile e militare scozzese.

## Biografia

### I primi anni e la famiglia
Campbell era figlio di Colin Campbell di Carwhin e di sua moglie, Elizabeth Campbell, figlia di Archibald Campbell, di Stonefield. Egli era pronipote di Colin Campbell di Mochaster, figlio minore di sir Robert Campbell, III baronetto, di Glenorchy, e zio di John Campbell, I conte di Breadalbane e Holland. Venne educato al Winchester College.

### La carriera
Nel gennaio del 1782, a 19 anni di età, Campbell succedette al suo parente nella contea di Breadalbane e Holland. Questo titolo, ad ogni modo, era parte della parìa di Scozia e non lo titolava a sedere automaticamente nella Camera dei Lords britannica. Ad ogni modo, nel 1784 egli venne eletto tra i sedici rappresentanti scozzesi per la medesima Camera, affinché essi potessero meglio tutelare gli interessi della Scozia. In quello stesso anno si associò alla Royal Society.
Il conte di Breadalbane e Holland fu di professione militare ed organizzò per primo il reggimento Breadalbane Fencibles, ove prestò servizio come tenente colonnello. Venne promosso colonnello nel 1802, maggiore generale nel 1809 e tenente generale nel 1814. Nel 1806 venne creato barone Breadalbane, del castello di Taymouth, nella contea di Perth, nella Parìa del Regno Unito, fatto che gli consentì di sedere automaticamente nella Camera dei Lords. Nel 1831 venne ulteriormente onorato col titolo di conte di Ormelie e marchese di Breadalbane, sempre nella parìa del Regno Unito.
Morì al castello di Taymouth, nel Perthshire, nel marzo del 1834, a 71 anni di età, e venne succeduto dal suo unico figlio, John, conte di Ormelie.

## Matrimonio e figli
Lord Breadalbane sposò Mary Gavin, figlia di David Gavin, del Castello di Langton, nel Berwickshire, nel 1793. La coppia ebbe insieme un figlio e due figlie. Una figlia, lady Mary Campbell, sposò poi Richard Temple-Grenville, II duca di Buckingham e Chandos.
La marchesa di Breadalbane morirà nel 1845.